# Francesco Foschi
Francesco Foschi (Ancona, 21 de abril de 1710-Roma 21 de febrero de 1780), fue un pintor especializado en la pintura de paisajes con pequeñas figuras, activo durante el período artístico conocido como Rococó.

## Biografía

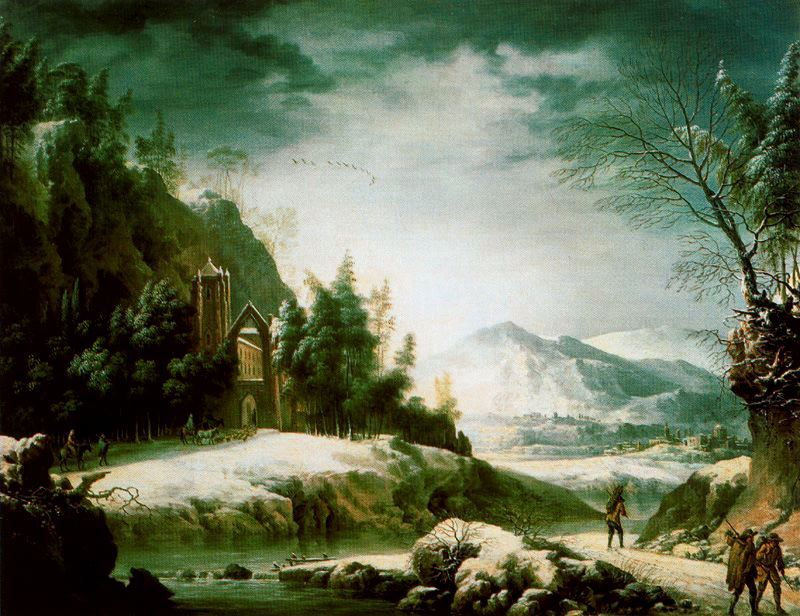
Paisaje invernal en los Apeninos con templo en ruinas, Museo Thyssen-Bornemisza, Madrid.

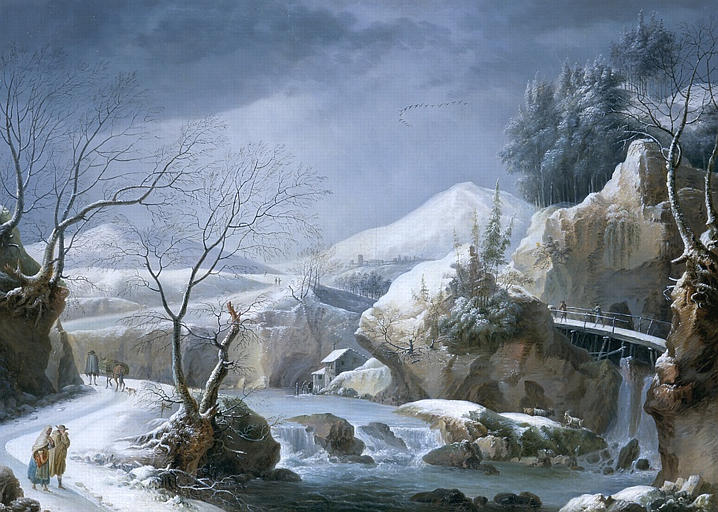
Paisaje invernal con torrente y cascada,
Museo de Grenoble.

Nació en Ancona, en el seno de una familia noble íntimamente relacionada con los Ferretti de Castel Ferretti, una de las más poderosas familias de la Marca de Ancona en aquel tiempo. Varios parientes tuvieron relación con el arte, como sus hermanos Carlo, Giacomo y Lorenzo, también pintores.
En 1726 se encuentra en Fano como alumno del pintor Francesco Mancini, con quien aprendió a pintar pinturas con figuras. Sin embargo, pronto Foschi se especializó en la pintura de paisajes. Parece que se afincó en Roma con toda su familia (1729-1743), aunque no figura como miembro de la Accademia di San Luca. De esta época data su primer encargo documentado (enero de 1739), doce pequeños lienzos sobre las Metamorfosis de Ovidio, obras que no han llegado hasta nuestros días.
Su padre, Giuseppe Foschi, murió el 11 de mayo de 1743. Poco después, Francesco contraía matrimonio con la romana Constanza Seirman (7 de enero de 1744).
A partir de 1746 reside en Loreto, donde, además de su oficio de pintor, ejerció también como marchante de arte, teniendo frecuentes relaciones con el Conde Bonaccorsi, uno de los más importantes mecenas de su época.
La obra de Foschi muestra la influencia de las grandes escuelas pictóricas romana y boloñesa; se pueden observar el rastro de maestros como Guido Reni, Carlo Maratta, Francesco Mancini o Ciro Ferri. Por estos años desarrolló uno de sus temas predilectos: el paisaje invernal.
Tras una nueva estancia en Roma, en 1755 se instala en Pésaro. Aquí nacerá su única hija sobreviviente, Caterina. En 1764 volverá a Roma, donde se instalará en la Piazza di Spagna. Sin embargo, seguirá realizando frecuentes visitas a Pesaro, como lo demuestran diversas vistas pintadas en los siguientes años.
En su última época, la pincelada de Foschi se perfecciona. En esta fase pueden fecharse una serie de pinturas de tema invernal.
Foschi murió en Roma el 21 de febrero de 1780.

## Obras destacadas
- Las Metamorfosis (1739, perdidas)
- Traslado de la Casa de la Virgen
- Vista panorámica de Loreto con retratos de tres profetas
- Paisaje invernal con torrente y viajeros (Museo de Grenoble)
- Dos viajeros camino de una ciudad (Colección privada)
- Paisaje invernal (1760, The Bowes Museum)
- Paisaje invernal en los Apeninos con templo en ruinas (Museo Thyssen-Bornemisza, Madrid)
- Paisaje invernal en los Apeninos con una cueva (Museo Thyssen-Bornemisza, Madrid)
- Vista de Pesaro (1768, Cassa di Risparmio, Pesaro)
- Vista del puerto de Pesaro (1768, Museo de Pesaro)
- Vista del Castel Sant'Angelo con la Girandola (1775, perdido)
- Pastores en una cueva (1776)
- Intensa jornada invernal (1776)
- El invierno (1779, Musée des Augustins, Toulouse)